# Hinterautal-Vomper-Kette
Die Hinterautal-Vomper-Kette, auch Karwendelhauptkette genannt, ist die längste Gebirgskette im Karwendel. Sie trägt zahlreiche Gipfel mit Höhen über 2500 m, darunter den höchsten Gipfel des Karwendel, die Birkkarspitze (2749 m ü. A.), und ihre Nachbarn, die drei Ödkarspitzen. Während die Hauptkette im Westteil lange Grate nach Süden und Norden entsendet, zwischen denen typische Karwendelkare eingelagert sind, zeigt sie im Ostteil nach Norden eine fast 1000 m hohe Felsmauer großer Geschlossenheit, am eindrucksvollsten in der Laliderer Wand. Die Hauptkette unterteilt sich in den westlichen Teil – die Hinterautalkette – und den östlichen Teil – die Vomperkette – und durchzieht das Karwendel von Scharnitz im Westen bis zum Ort Vomp im Osten.
Nördlich der Hinterautal-Vomper-Kette befindet sich die Nördliche Karwendelkette, im Süden folgt die Gleirsch-Halltal-Kette, welche ebenfalls in weiten Abschnitten die für die vier Karwendelketten typischen steilen, oft hunderte Meter senkrecht abfallenden Nordabbrüche zeigen.
Der westliche Teil der Hinterautal-Vomper-Kette wird von einem schwierigen, hochalpinen Höhenweg durchzogen, der nach seinem Erschließer als Toni-Gaugg-Höhenweg bezeichnet wird. Er ermöglicht eine Überschreitung der Hinterautalkette von der Pleisenhütte zum Karwendelhaus.
In den Nördlichen Kalkalpen, zu welchen das Karwendel zählt, existiert eine Reihe von kleinen und kleinsten Gletschern. In der Hinterautal-Vomper-Kette befindet sich der einzige Gletscher des Karwendels nördlich unterhalb der Eiskarlspitze in den Eiskarln.

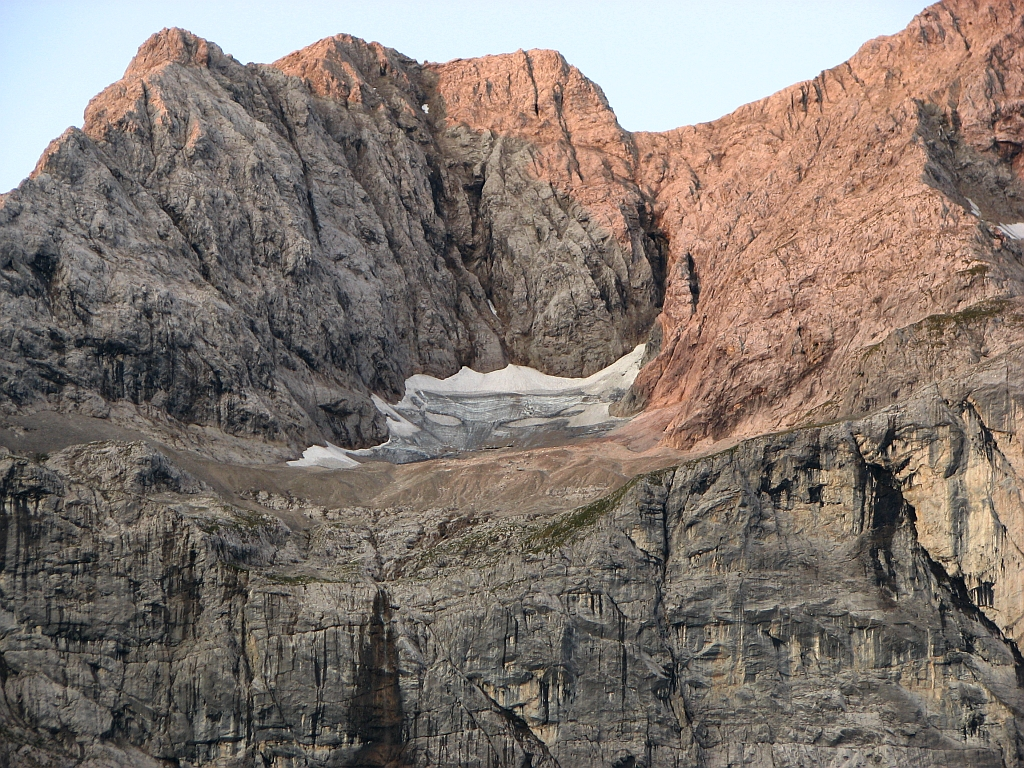
Der einzige Gletscher des Karwendels befindet sich nördlich unterhalb der Eiskarlspitze in den Eiskarln

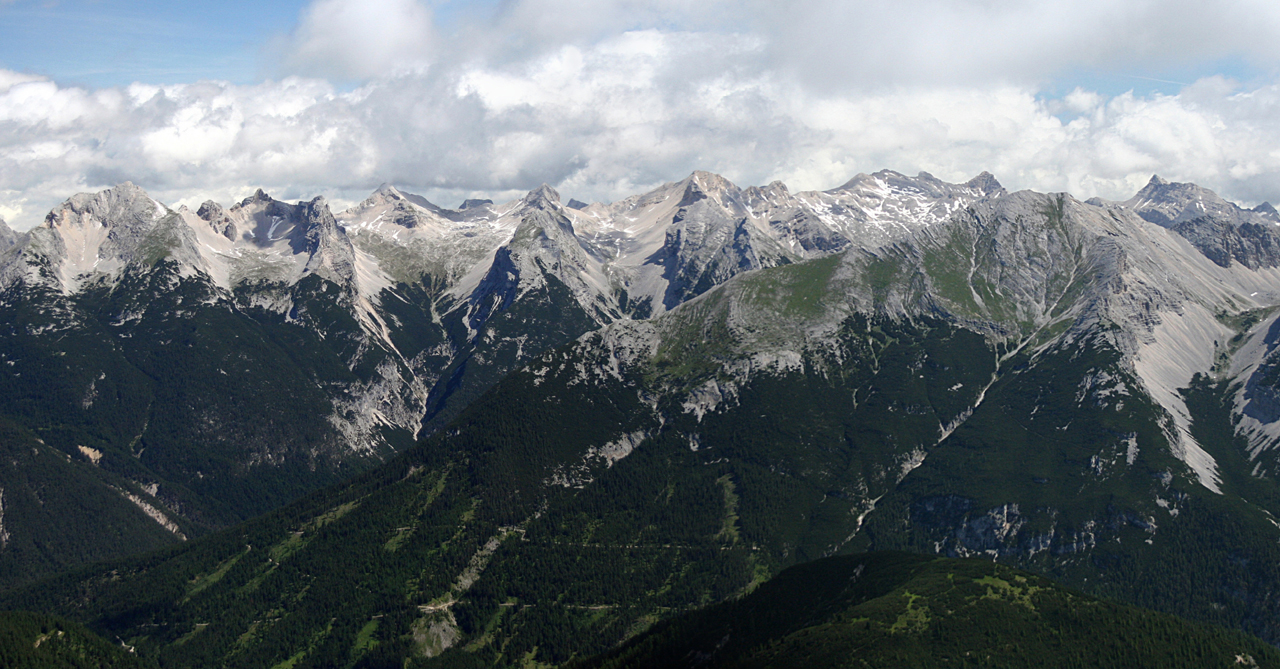
Die westliche Hinterautal-Vomper-Kette aus Süden von der Erlspitze

## Wichtige Gipfel
Dem Verlauf der Gebirgskette von Westen nach Osten folgend:
- Pleisenspitze (2569 m ü. A.)
- Larchetkarspitze (2541 m ü. A.)
- Große Riedlkarspitze (2585 m ü. A.)
- Breitgrieskarspitze (2590 m ü. A.)
- Oberer Spitzhüttenkopf (2502 m ü. A.)
- Große Seekarspitze (2677 m ü. A.)
- Marxenkarspitze (2636 m ü. A.)
- Westliche Ödkarspitze (2712 m ü. A.)
- Mittlere Ödkarspitze (2745 m ü. A.)
- Östliche Ödkarspitze (2738 m ü. A.)
- Hochalmkreuz (2192 m ü. A.)
- Birkkarspitze (2749 m ü. A.)
- Kaltwasserkarspitze (2733 m ü. A.)
- Rauhkarlspitze (2619 m ü. A.)
- Moserkarspitze (2533 m ü. A.)
- Nördliche Sonnenspitze (2650 m ü. A.)
- Südliche Sonnenspitze (2668 m ü. A.)
- Laliderer Spitze (2588 m ü. A.)
- Dreizinkenspitze (2603 m ü. A.)
- Grubenkarspitze (2663 m ü. A.)
- Rosslochkamm
  - Sunntigerspitze (2321 m ü. A.)
  - Hallerangerspitze (2442 m ü. A.)
  - Gamskarspitze (2601 m ü. A.)
  - Brantlspitze (2626 m ü. A.)
  - Hochkanzel (2574 m ü. A.)
  - Rosslochspitze (2538 m ü. A.)
- Spritzkarspitze (2606 m ü. A.)
- Spitzkarlspitze (2376 m ü. A.)
- Eiskarlspitze (2610 m ü. A.)
- Hochglück (2573 m ü. A.)
- Huderbankspitze (2319 m ü. A.)
- Barthspitze (2454 m ü. A.), benannt nach Hermann von Barth, dem „Erschließer des Karwendels“
- Schafkarspitze (2505 m ü. A.)
- Mitterkarlspitze (2418 m ü. A.)
- Lamsenspitze (2508 m ü. A.)
- Rotwandlspitze (2322 m ü. A.)
- Steinkarlspitze (2460 m ü. A.)
- Hochnissl (2547 m ü. A.)
- Schneekopf (2313 m ü. A.)
- Mittagspitze (2332 m ü. A.)
- Fiechter Spitze (2299 m ü. A.)